# Gidazepam

Metabólito ativo de gidazepam (desalquilgidazepam), responsável por seus efeitos terapêuticos

Gidazepam, também conhecido como hidazepam, é um medicamento atípico derivado das benzodiazepinas, desenvolvido na União Soviética. É uma benzodiazepina seletivamente ansiolítica. Ele também tem valor terapêutico no tratamento de certas doenças cardiovasculares. Também pode ser usado no tratamento da tontura .
O gidazepam é um pró-fármaco de seu metabólito ativo 7-bromo-5-fenil-1,2-di-hidro- 3H-1,4-benzodiazepina-2-ona (desalquilgidazepam ou bromo-nordazepam). É usado como um ansiolítico. Os efeitos ansiolíticos podem levar várias horas para se manifestar após a dosagem, pois é altamente dependente de seu metabólito ativo, e a meia-vida do Gidazepam está entre as mais longas de todos os agonistas GABAérgicos.